# Château Fantaisie
Le château Fantaisie (en allemand : Schloss Fantaisie) est un château situé dans le village de Donndorf (appartenant à la commune d'Eckersdorf) à cinq kilomètres à l'ouest de Bayreuth en Franconie. Il a été construit comme résidence d'été pour le margrave Frédéric III de Brandebourg-Bayreuth et son épouse Wilhelmine, sœur du roi Frédéric le Grand.

## Historique
Le château a été construit comme résidence d'été et pour abriter la collection d'œuvres d'art que la margravine a réunie après un voyage d'un an en Italie. Toutefois, elle ne voit pas le château se construire, car elle meurt en 1758 à l'âge de 49 ans. Son époux le margrave Frédéric le fait bâtir à partir de 1761, mais il meurt deux ans plus tard à Bayreuth à l'âge de 51 ans.
Leur fille, la princesse Frédérique en hérite en 1763. C'est elle qui le nomme en français le château Fantaisie, et fait poursuivre les travaux par Johann Jakob Spindler. La collection comprend le fameux cabinet de Spindler, œuvre remarquable d'intarse et de marqueterie, créée par les frères Johann Friedrich et Heinrich Wilhelm Spindler, dont une copie se trouve au Bayerisches Nationalmuseum.
Les modifications ultérieures apportées au château sont légères et n'altèrent par le bâtiment originel. Le parc est empreint de style rococo, de style romantique, puis historiciste.
Le musée d'Allemagne du jardin a été ouvert à l'intérieur du château en 2000 et rassemble une collection importante de dessins, gravures, peintures, sculptures et documents se rapportant aux jardins. Le parc, quant à lui, a retrouvé son allure originelle, avec notamment la terrasse du côté sud qui permet d'avoir une vue sur le lac. Il y a aussi une vigne, une cascade avec la fontaine baroque de Neptune.

## Galerie

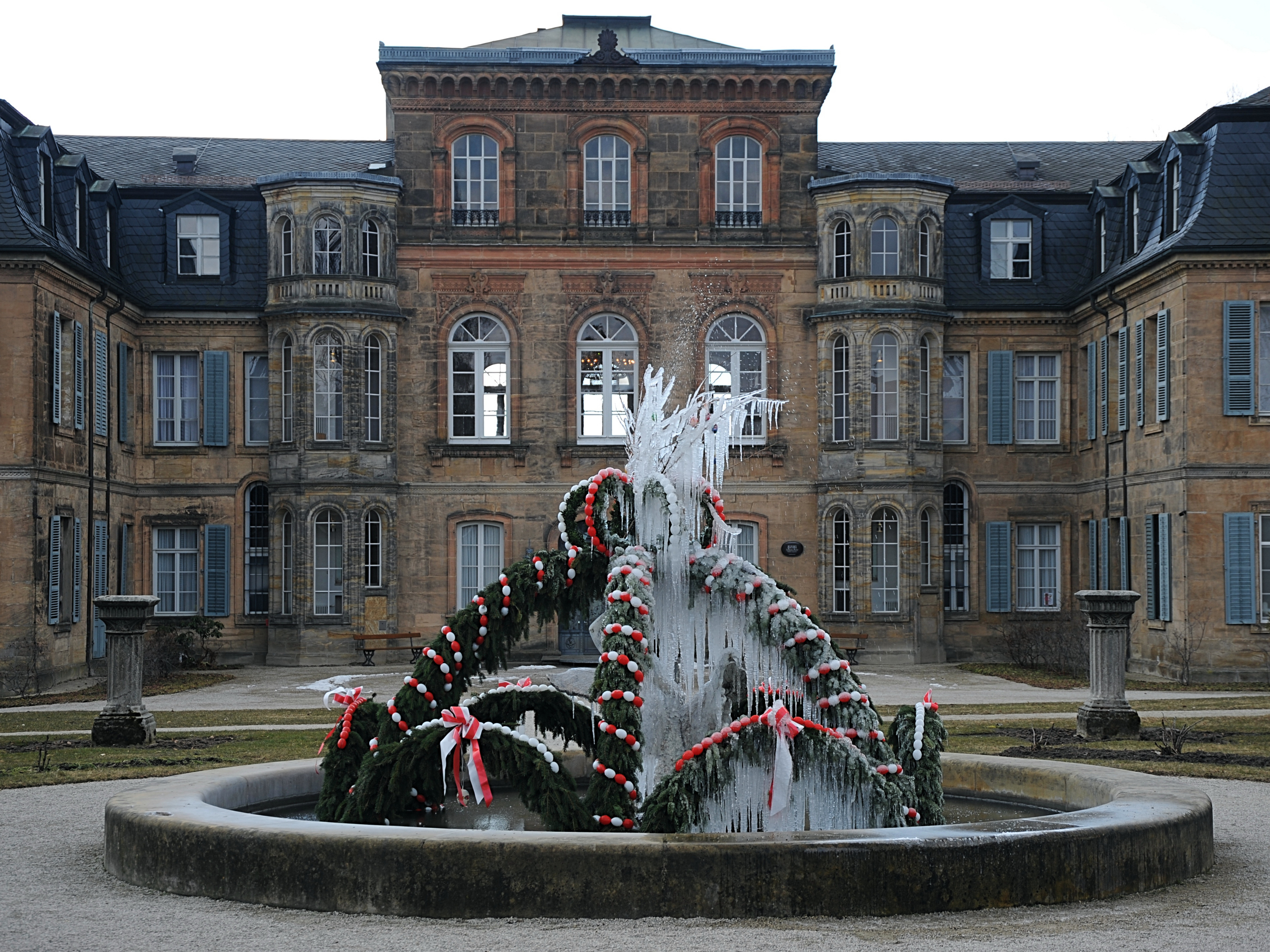
La fontaine du château (côté nord) décorée pour Pâques (Osterbrunnen)
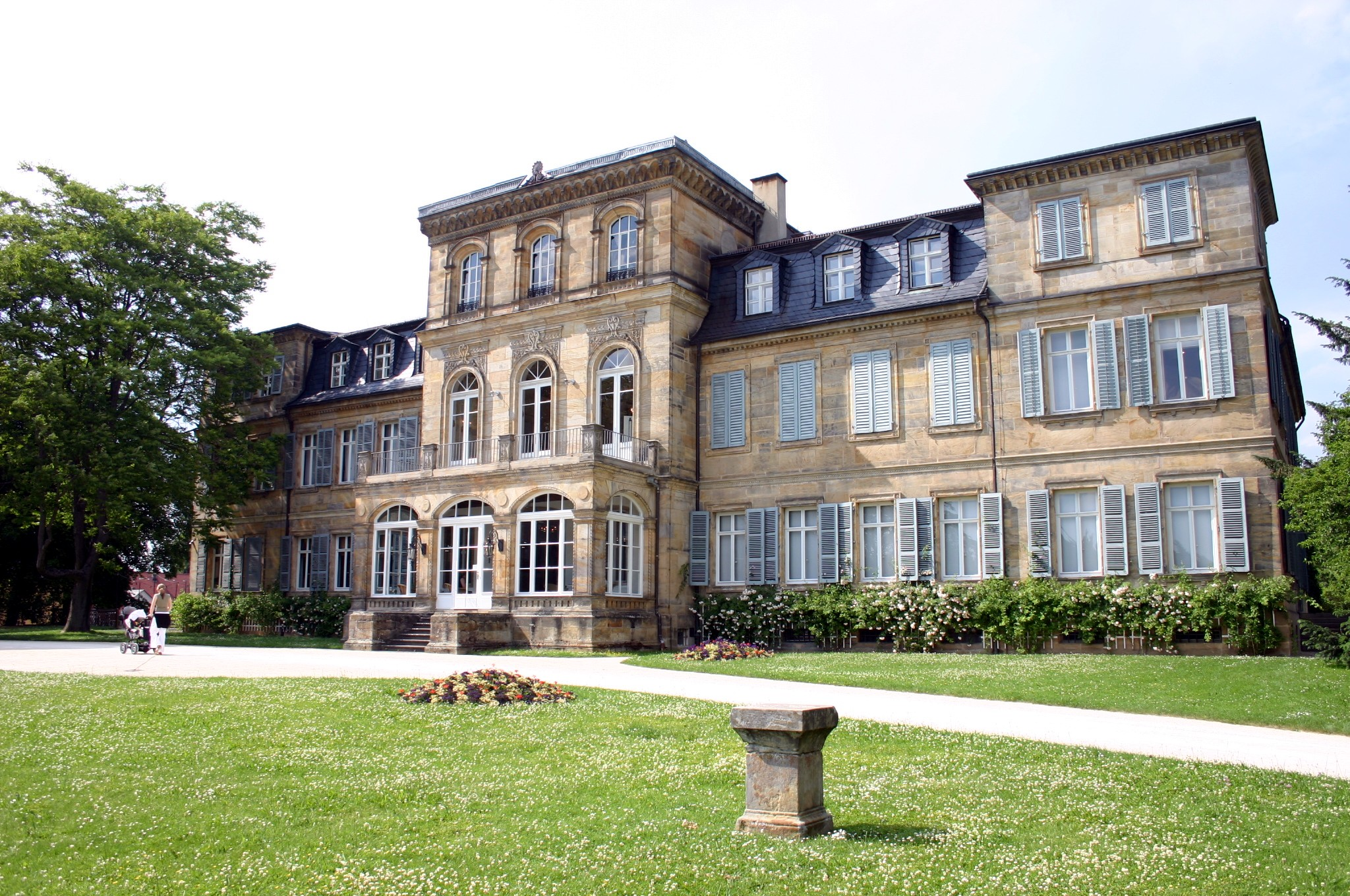
Façade d'honneur du château (côté nord)
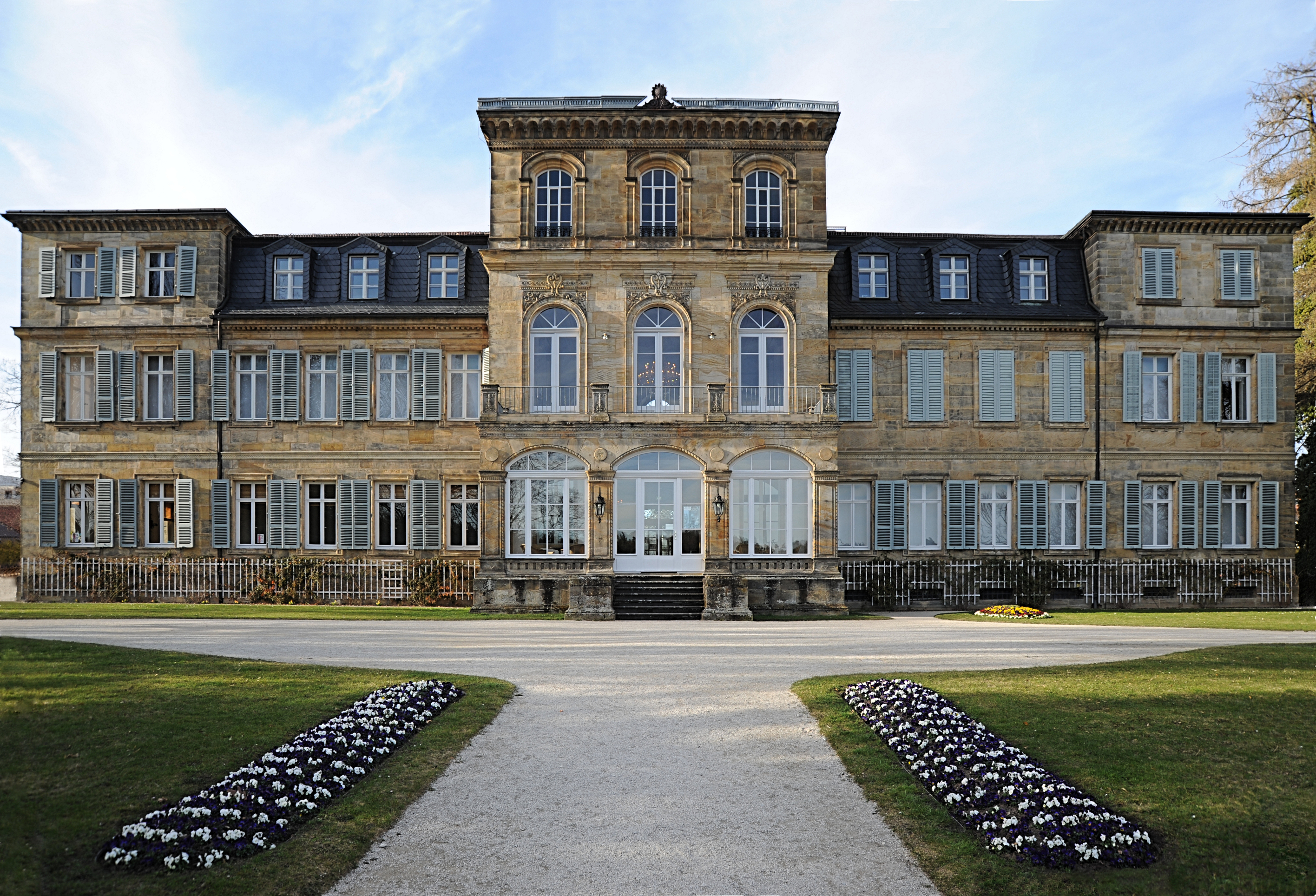
Façade d'honneur du château (Façade sud)
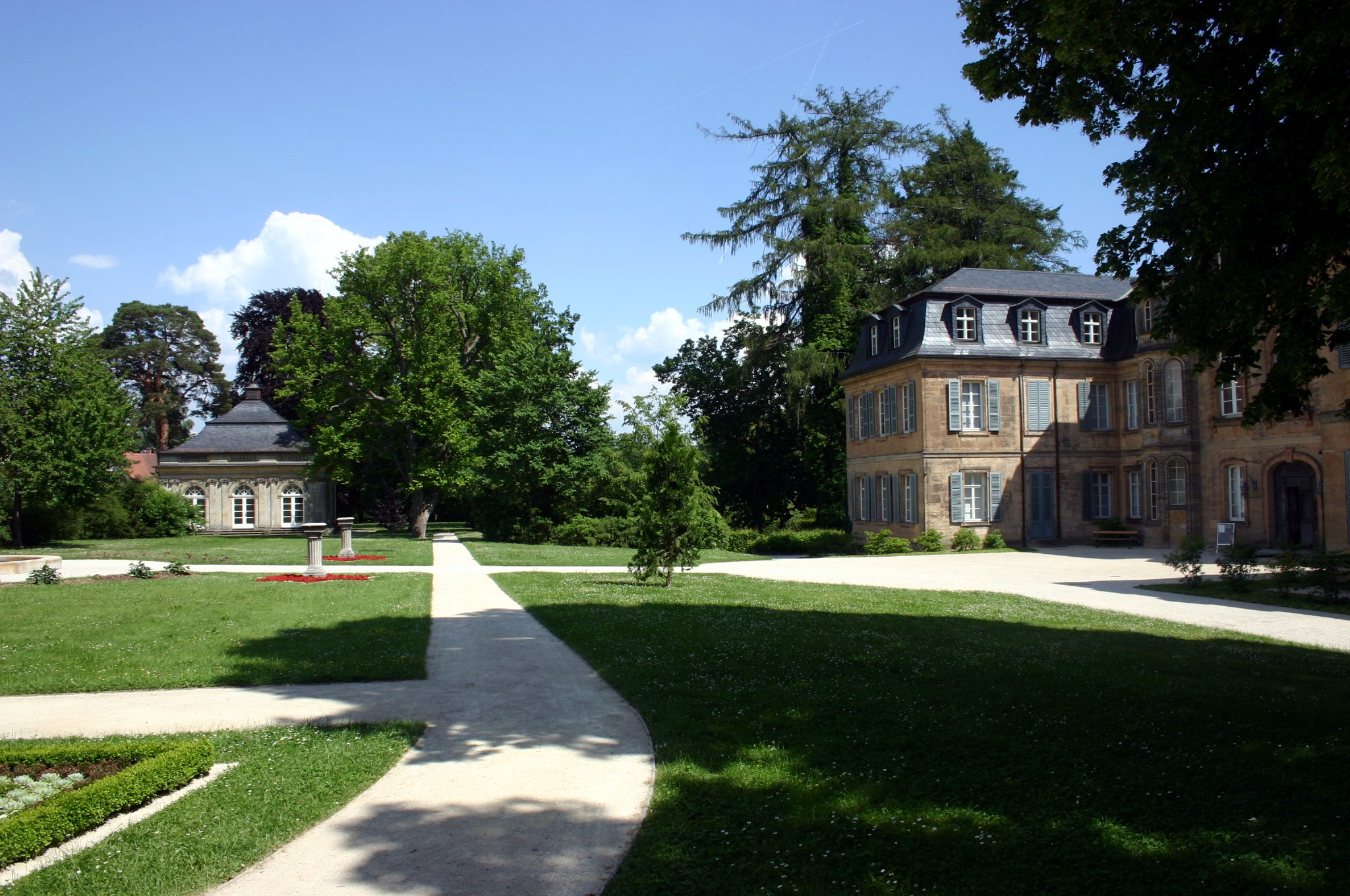
Cour d'honneur du château (au nord)
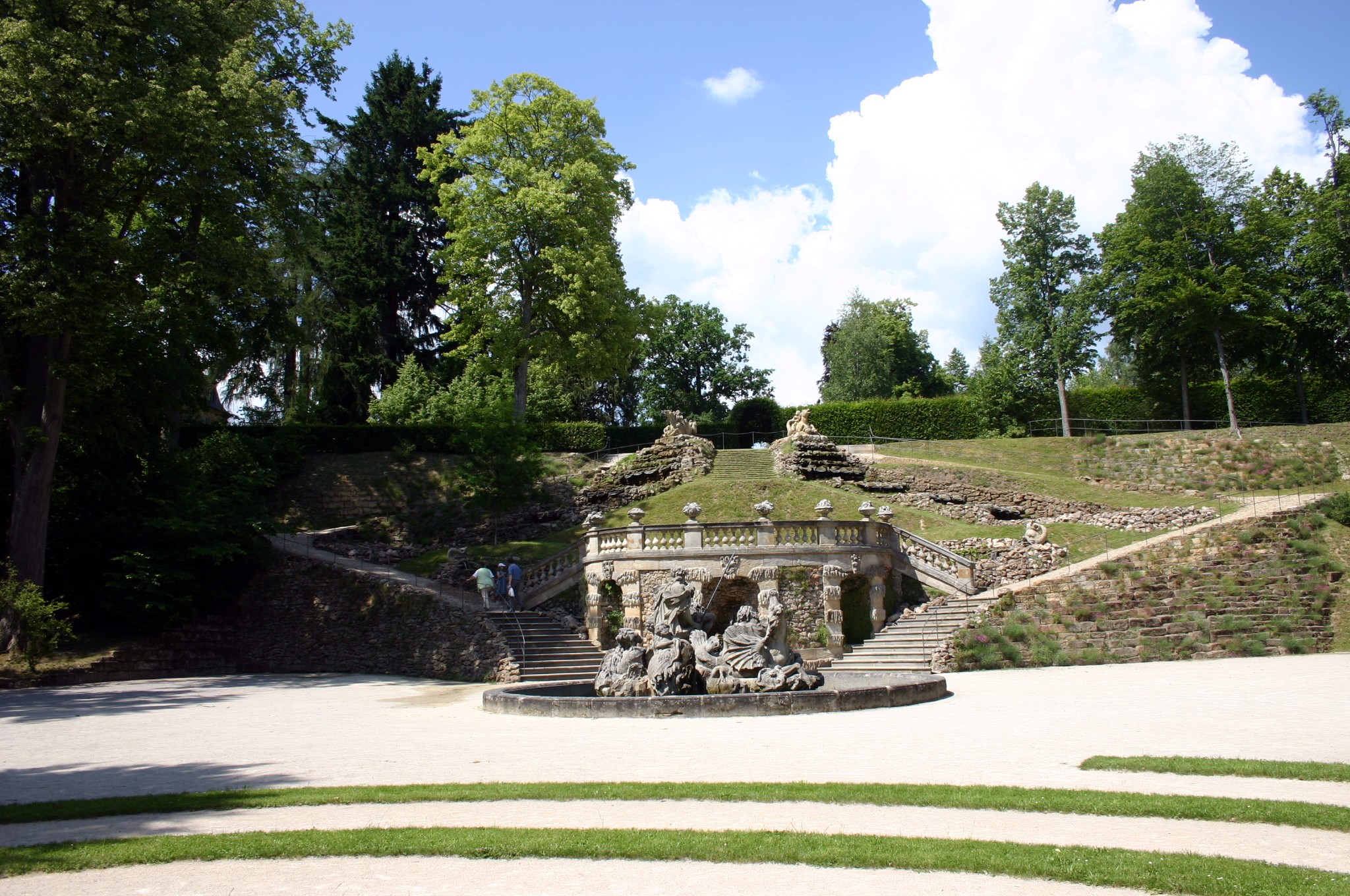
Cascade et fontaine de Neptune